# Pseudogignotettix guandongensis
Pseudogignotettix guandongensis is een rechtvleugelig insect uit de familie doornsprinkhanen (Tetrigidae). De wetenschappelijke naam van deze soort is voor het eerst geldig gepubliceerd in 1990 door Liang.